# Tauno Ilmoniemi
Tauno Ilmoniemi, nascut Tauno Granit, (Comunitat rural de Kuopio, Savònia del Nord, 16 de maig de 1893 – Oulu, Ostrobòtnia del Nord, 21 de setembre de 1934) va ser un gimnasta i saltador finlandès que va competir a començaments del segle xx.
El 1912 va prendre part en els Jocs Olímpics d'Estocolm, on va guanyar la medalla de plata en el concurs per equips, sistema lliure del programa de gimnàstica. En aquests mateixos Jocs va disputar la prova de palanca alta del programa de salts, on quedà eliminat en sèries.